# Nudacotyle novicia
Nudacotyle novicia är en plattmaskart. Nudacotyle novicia ingår i släktet Nudacotyle och familjen Nudacotylidae. Inga underarter finns listade i Catalogue of Life.